# Sacaleches

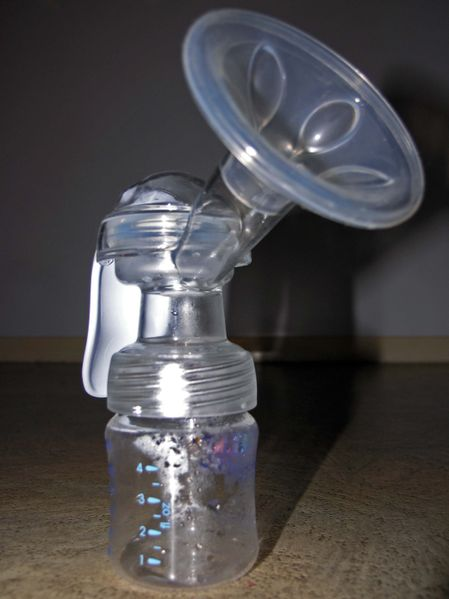
Sacaleches manual del

El sacaleches (también conocido como extractor de leche o bomba de leche) es un aparato manual o eléctrico que sirve para extraer la leche materna.

## Razones para su uso
Hay veces en que es conveniente extraer la leche sin que el bebé la consuma directamente; bien manualmente, o por medios mecánicos. Una vez extraída, la leche puede ser consumida por los bebés a través de biberones. 
La extracción puede ser adecuada para lidiar con problemas de producción de leche en términos de cantidades. El uso de sacaleches puede estimular la lactancia en mujeres que tienen producción baja, y también puede ser útil para recolectar leche que excede la cantidad que requiere el bebé en el momento; incluyendo momentos de inflamación de los pechos cuando tienen demasiada leche.
La extracción manual o mecánica de la leche puede ser útil cuando la madre no puede estar físicamente junto al bebé pero desea continuar con la lactancia: cuando este es ingresado a una unidad de cuidados intensivos neonatales, o cuando la madre regresa a la vida laboral. Éste uso del sacaleches es particularmente común en contextos en los que las licencias parentales y familiares no son lo suficientemente largas para cubrir el periodo entero de lactancia. En este sentido y gracias al desarrollo de nuevas tecnologías los sacaleches se adaptan  al cuerpo y permiten extraer leche sin alterar las actividades de la madre.
El sacaleches puede también auxiliar en etapas en las que los padres enfrentan dificultades para lactar con éxito a su bebé cuando están físicamente juntos. Por ejemplo, cuando el bebé tiene dificultad para prenderse correctamente al pecho, o cuando simplemente no logra extraer suficiente leche a través de sus esfuerzos.  
Asimismo, el sacaleches puede ser útil para continuar el proceso de lactancia sin la necesidad de contacto con un bebé después del embarazo. Algunas personas continúan el proceso por su relación con creación de hormonas en el cuerpo que ayudan a la recuperación después del parto, aunque la leche resultante no sea ingerida. 
También es beneficioso para la madre, pues en ocasiones que el bebé no mama lo suficiente, la acumulación de leche en los pechos puede causar dolor. 
Finalmente, otro motivo de uso para el sacaleches es la donación de leche materna para bebés que, por distintos motivos, no pueden recibir leche de sus propias madres.

## Recolección y almacenamiento de la leche
La mayoría de los sacaleches almacenan la leche extraída directamente en un contenedor que puede ser utilizado para almacenamiento y para la alimentación del bebé. Algunos fabricantes ofrecen adaptadores para conectar una variedad de tipos y tamaños de botellas, dando más flexibilidad para mezclar y utilizar productos de distintas marcas.
La leche extraída puede ser almacenada y administrada a un bebé más tarde a través de un biberón. La leche extraída puede mantenerse a temperatura ambiente hasta seis horas (a alrededor de 20 grados Celsius, o 66-72 grados Fahrenheit). Puede mantenerse refrigerada hasta ocho días. En términos de congelación, lo ideal es que se mantenga no más de seis meses; pero si está al fondo del congelador, o en un congelador separado de un refrigerador (mantenido a -18 grados Celsius, o 0 grados Fahrenheit), puede durar hasta doce meses.
Se recomienda que, al congelar, se almacene la leche en contenedores separados, cada uno con cantidades pequeñas (entre 30 y 118 mililitros), y marcados con la fecha de congelación. La leche descongelada no se debe volver a congelar de nuevo.
La leche extraída puede ser donada a bancos de leche que dan leche humana a infantes prematuros y otros niños que no pueden recibir leche materna. 

## Activismo relacionado con la extracción de leche
A pesar del papel fundamental que juega en el proceso de lactancia y, por lo tanto, en el proceso de maternidad y paternidad, el uso de sacaleches no ha sido protegido por normas sociales históricamente; esto ha hecho que activistas en temas de lactancia (en algunos lugares denominadas "lactivistas") trabajen por nuevas normas y espacios que protejan esta práctica. En contextos donde la cultura laboral no permite la alimentación directa mediante la lactancia, pero las madres usan el sacaleches para almacenar leche durante la jornada de trabajo, ha surgido la exigencia de salas dedicadas para la extracción de leche materna. En 2018, en Nuevo León, México, los empleadores tienen la obligación de tener salas dedicadas para la lactancia, extracción y conservación de leche materna.